# Culicoides guttifer
Culicoides guttifer är en tvåvingeart som först beskrevs av Johannes Cornelis Hendrik de Meijere 1907.  Culicoides guttifer ingår i släktet Culicoides och familjen svidknott.